# 安東尼·麥考利夫
安东尼·克莱门特·“纳茨”·麦考利夫（英語：Anthony Clement "Nuts" McAuliffe，1898年7月2日—1975年8月11日），二战军人，美国陆军上将。1944年突出部战役期间，时任第101空降师代理师长的麦考利夫率领该师坚守比利时小镇巴斯托涅，在身陷重围、敌众我寡的绝境下坚持战斗，为其赢得了荣誉。突出部战役胜利后，他继续指挥第103步兵师参与了萊茵兰、中欧等对德攻势。最终于1956年以美国驻欧陆军司令身份退役。他最著名的事迹发生在巴斯托涅戰役，当德軍以最后通牒逼迫他投降时，他的回复只有斩钉截铁的一个词：“Nuts！（美国俚语“扯淡”）”。

## 生平

### 早年生涯
麦考利夫于1898年7月2日出生于美国华盛顿特区的一个爱尔兰家庭，18岁时（1916年）考上西弗吉尼亞大學。次年，他投笔从戎，进入西点军校，就读士官速成项目，并于1918年11月顺利毕业。此时一战刚结束不久，他曾借机短暂游历了欧洲各国，拜访昔日战场。毕业后的麦考利夫分配到野战炮兵部队，为此他于1920年前往野战炮兵学校，接受必要的训练。之后他在美国本土和夏威夷的日常任务中度过了16年的军旅生涯，至1935年已官拜上尉。美国陆军先后送他前往莱文沃思堡的陸軍指揮參謀學院和陸軍战争学院进修。1941年12月珍珠港事件前夕，麦考利夫晋升为中校，供职于美国战争部总参谋部后勤司。包括巴祖卡火箭筒和吉普车在内，许多二战列装的新型装备都是在他的监督下开发的。

### 第二次世界大战

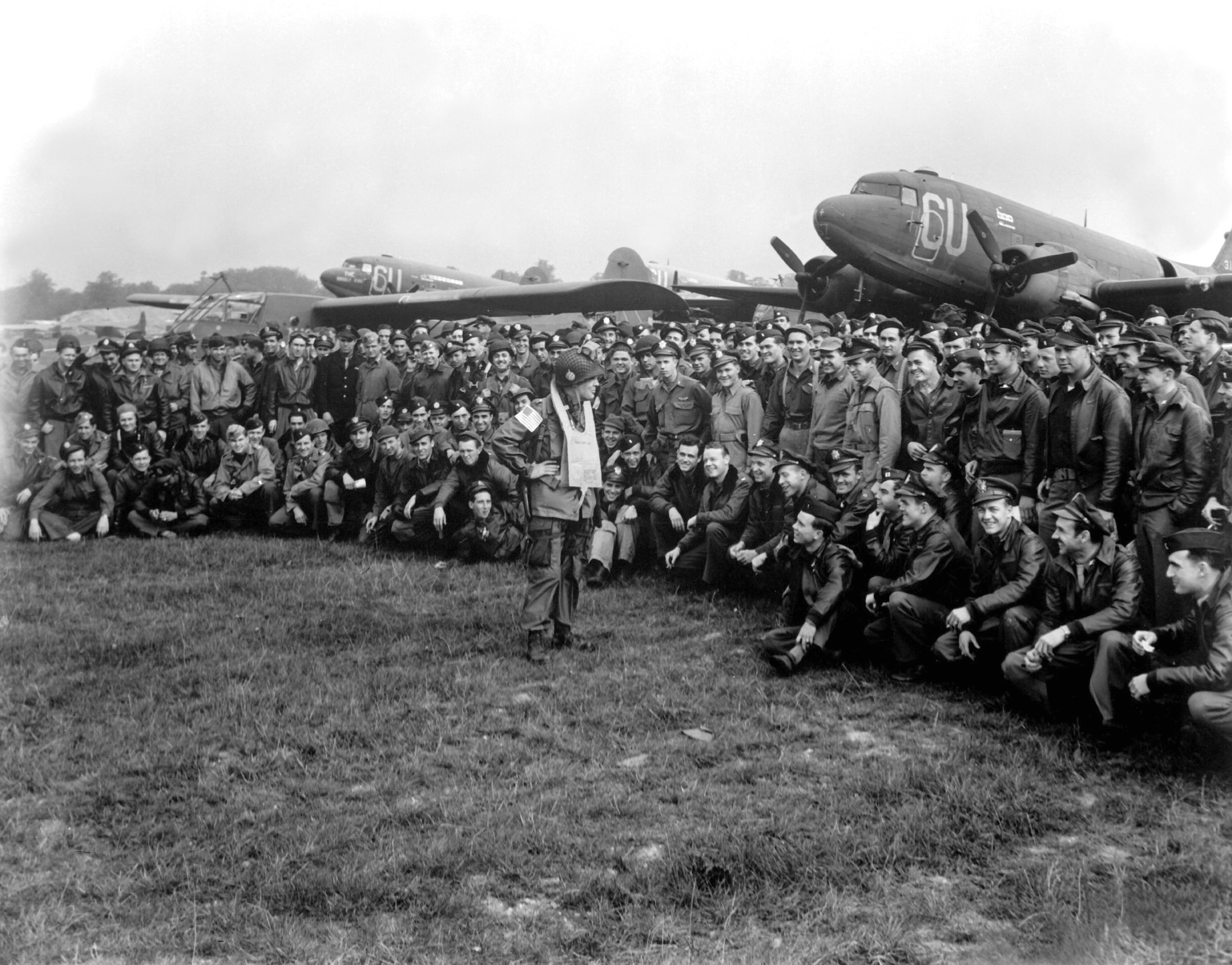
市场花园行动期间，麦考利夫正在给滑翔机飞行员分配任务，1944年9月18日

因其资深的野战炮兵经验，麦考利夫于1942年8月被任命为第101空降师炮兵部队指挥官，并于1944年6月6日随师空投至诺曼底，成为第一批重返法国的盟军部队。由于原副师长唐·普拉特准将在D日空降着陆时意外身亡，他还兼任第101空降师副师长。在诺曼底登陆首周，他指挥炮兵支援该师步兵夺取卡朗唐。同年9月，他随101空降师投入市场花园行动。在这场整体灾难性的行动中，麦考利夫率领的一支滑翔机分队成功夺取并一度守住了小城柏克德。行动失败后，第101空降师撤回法国兰斯休整。

#### 突出部战役
1944年12月16日，突出部战役在毫无征兆的情况下爆发。18日，第101空降师调往比利时小镇巴斯托涅，以应对德军的奇袭。当时师长馬克斯維爾·泰勒少将正在美国本土参加参谋会议，前线指挥由麦考利夫准将全权负责，他得到的命令简洁明瞭：“坚守巴斯托涅”。德军进攻之快出乎意料，此时已在美军防线上形成一个宽约100公里、纵深30-50公里的突出部，距离第101空降师防守的巴斯托涅仅11英里（18）之遥。尽管艾森豪威尔立刻派兵驰援，但德军大将海因里希·冯·吕特维茨指挥的第47装甲军还是抢先一步，于21日彻底包围了巴斯托涅。期间，德军多次对巴斯托涅发起进攻，但都以失败告终。
12月22日上午，吕特维茨派出两名军官和两名士兵共四名使者，手举白旗携带最后通牒前往美军阵地，要求美军投降。麦考利夫为应对前夜德军的空袭一宿未眠，此时正在师部小睡。参谋长内德·摩尔中校闻讯立刻叫醒了麦考利夫，向他通报了这一情况。不久，德语、英语两份最后通牒送至麦考利夫所在的司令部，内容如下：
- 英語版：

|  | To the U.S.A. Commander of the encircled town of Bastogne: The fortune of war is changing. This time the U.S.A. forces in and near Bastogne have been encircled by strong German armored units. More German armored units have crossed the river Our near Ortheuville, have taken Marche and reached St. Hubert by passing through Hompre-Sibret-Tillet. Libramont is in German hands. There is only one possibility to save the encircled U.S.A. troops from total annihilation: that is the honorable surrender of the encircled town. In order to think it over a term of two hours will be granted beginning with the presentation of this note. If this proposal should be rejected one German Artillery Corps and six heavy A. A. Battalions are ready to annihilate the U.S.A. troops in and near Bastogne. The order for firing will be given immediately after this two hours term. All the serious civilian losses caused by this artillery fire would not correspond with the well-known American humanity. The German Commander. |

- 中文翻譯版：

|  | 致巴斯托涅包围圈中的美军指挥官： 战争的风向正在转变。如今巴斯托涅城内外的美军已被一支强大的德军装甲部队完全包围。还有更多的装甲部队正源源不断地从奥尔特维尔附近横渡乌尔河，现已攻陷马尔什，并通过翁普雷-锡布雷-蒂耶抵达圣于贝尔。利布拉蒙也已在我军手中。 想使包围圈中的美国士兵免于灭顶之灾只有一种选择：让城内士兵放下武器，体面地投降。从最后通牒提出开始，贵军有两小时时间作出决定。 倘若贵军拒绝，我军已在巴斯托涅附近预备了一支榴弹炮部队和六个重型高炮营。只待两小时一过，炮火就会将巴斯托涅夷为平地。 届时势必导致无辜平民生灵涂炭，有违贵国一贯重视人道的原则。 德军指挥官上 |

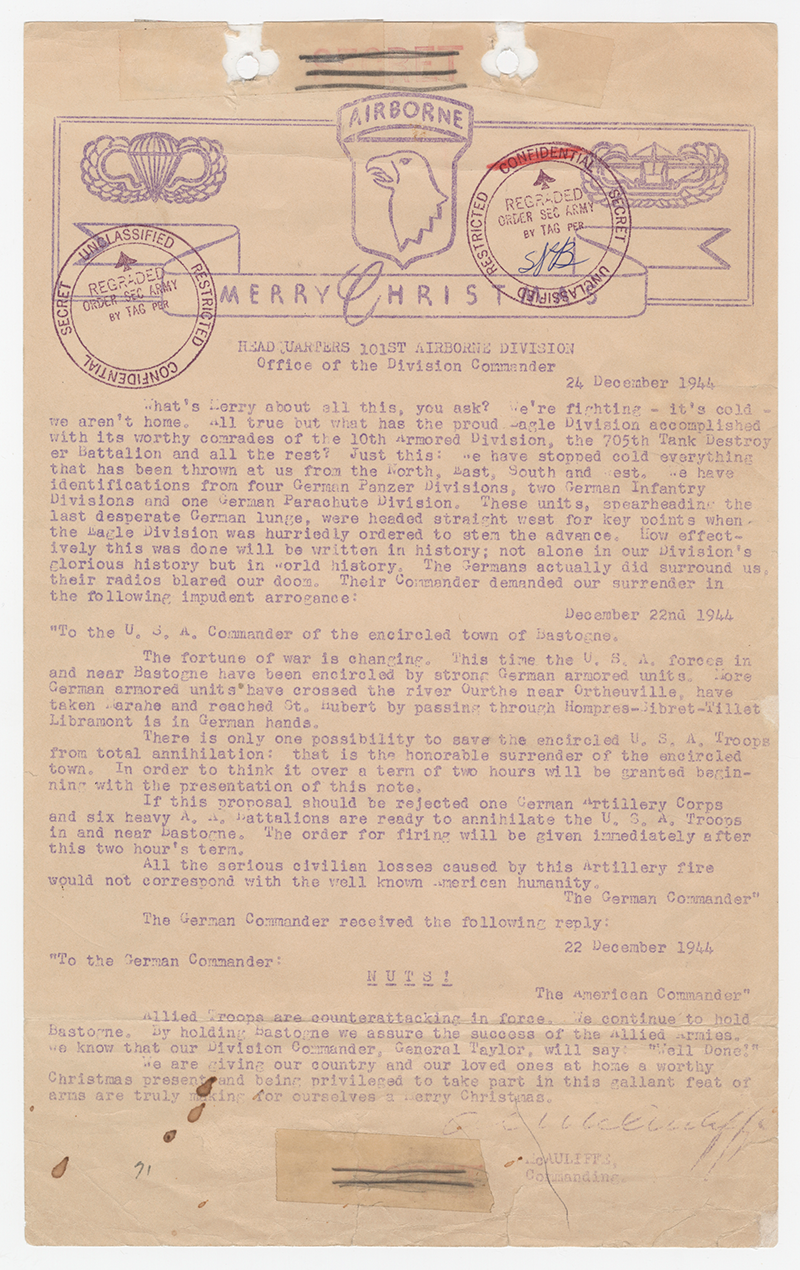
聖誕節的“NUTS”回電

麦考利夫听说德軍使者前来，第一反应是：“德国人要投降？”摩尔纠正道：“不，长官，他们要我们投降。”麦考利夫顿时勃然变色，拿起最后通牒扫了两眼，脱口而出：“要我们投降？真是扯淡（Nuts）！”随即把信揉成一团丢在地上。他并没有立刻回信，而是动身前往前线，慰劳坚守阵地的士兵。等他回到师部，他才得知德军使者还没离开，坚持要他作出正式回复。于是麦考利夫召集所有参谋，商讨一个合适的回信。就在此时，师作战参谋哈里·金纳德中校灵机一动，提出麦考利夫刚才的无心之言恰如其分地概括了美军的态度，用来回敬敌人正合适。他的提议得到在场所有人的一致赞同。一份正式回复很快由第327滑翔机步兵团团长约瑟夫·H·哈珀中校交到了德军使者的手里。信中正文只有一个词：
- 英語版：

|  | To the German Commander: N U T S ! The American Commander. |

- 中文翻譯版：

|  | 致德军指挥官： NUTS！ 美军指挥官上 |

德軍军官见信大惑不解，询问这到底是肯定还是否定的意思。哈珀明确答复：“反正不是肯定。”并补充道：“要是你们还不明白'Nuts'什么意思，换句通俗英语来说就是——见鬼去吧（Go to hell）！”德军军官点了点头。随后四人由哈珀护送离开。
回到己方阵地，德軍使者向吕特维茨上将及装甲教导师师长弗里茨·拜尔莱因中将报告了劝降的情况，包括那封只有一个词的回信。拜尔莱因恼羞成怒，要求立刻开始炮轰，同时地面部队对巴斯托涅发起总攻。但吕特维茨此时另有盘算，因为所有重炮都已拖往更前线的位置，况且装甲教导师也不应当在巴斯托涅消耗宝贵的时间和精力。他命拜尔莱因主力绕过巴斯托涅夺取罗什福尔。同时在夜间派出轰炸机对巴斯托涅不断袭扰，但成效甚微。12月24日和25日，德军第26国民掷弹兵师、装甲教导师和第5空降师在空軍的支援下对巴斯托涅发起两轮冲击。战斗一度趋于白热，但德军始终无法攻克巴斯托涅。直到1944年12月26日巴顿将军的第4装甲师突破德军防线，成功解除巴斯托涅之围，这座小城都牢牢掌握在麦考利夫和他的第101空降师手中。

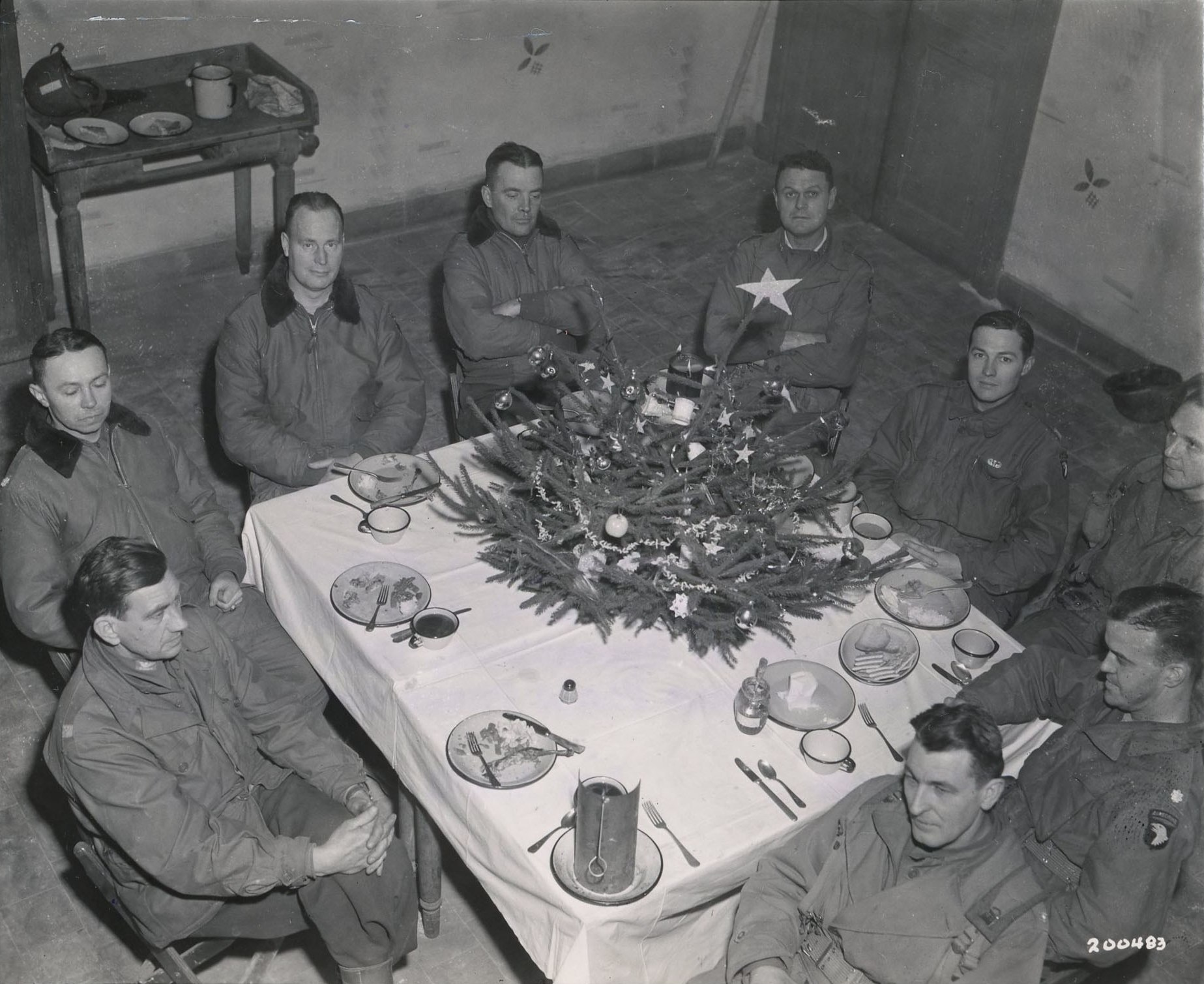
麦考利夫及参谋在巴斯托涅的地下指挥所庆祝1944年圣诞节

因在巴斯托涅之围中表现出的非凡勇气，巴顿将军于1944年12月30日授予麦考利夫杰出服役十字勋章，后又追加陆军杰出服役勋章。

#### 中欧会战
突出部战役结束后，麦考利夫晋升为少将，统帅第103步兵师，负责从南部突破齊格菲防線并进攻纳粹德国本土。这是他第一次指挥师级单位。在他的指挥下，第103步兵师于1945年3月23日抵达莱茵河谷，扫清莱茵河以西平原上的德军。在4月初的短暂停歇后，麦考利夫于1945年4月20日再度发起进攻。第103步兵师将德军残余赶出西南重镇斯图加特，并于4月24日夺取明辛根。三天后，该师第411步兵团进入德国南部小城莱希河畔兰茨贝格，解放了达豪集中营分营考弗灵集中营。而麦考利夫则随第103师本部于4月26日由乌尔姆横渡多瑙河。5月3日，第103师几乎兵不血刃地攻占了奥地利城市因斯布鲁克，控制阿尔卑斯山的布伦纳山口，并与从義大利戰場前来的美军第88步兵师会师。自此，欧洲战场与意大利战场成功连为一体。战争在随后的数天内落下帷幕。

## 战后
麦考利夫在战后回到美国，先后担任包括比基尼环礁核试验联合特遣部队副指挥官、美国化学兵主任、陆军人事副参谋长等多种职务。在任陆军人事副参谋长后期，他致力于解决美国陆军中的种族隔离问题。在他的努力下，美国陆军于1950年底开始放松延续百余年的黑人隔离政策。1953年，他重返欧洲，任第7集团军司令。随着第7集团军演变为美国驻欧陆军，麦考利夫也于1955年升任驻欧陆军总司令，并于同年晋升为陆军上将。
1956年，麦考利夫从美国陆军退役，受聘美国氰氨公司，于1956年至1963年任该公司人事部副总裁。任职期间，他重视公共关系，时常教授员工如何与当地政治人士交往。同时，麦考利夫还于1960年至1963年任纽约州民防委员会主席。
麦考利夫于1963年退休，移居马里兰州小镇切维蔡斯安度晚年。1975年8月11日，麦考利夫因白血病病逝于华盛顿特区沃尔特·里德医学中心，终年77岁。灵柩按军队礼节下葬于阿灵顿国家公墓。其遗孀和儿女身后与他合葬。

## 纪念

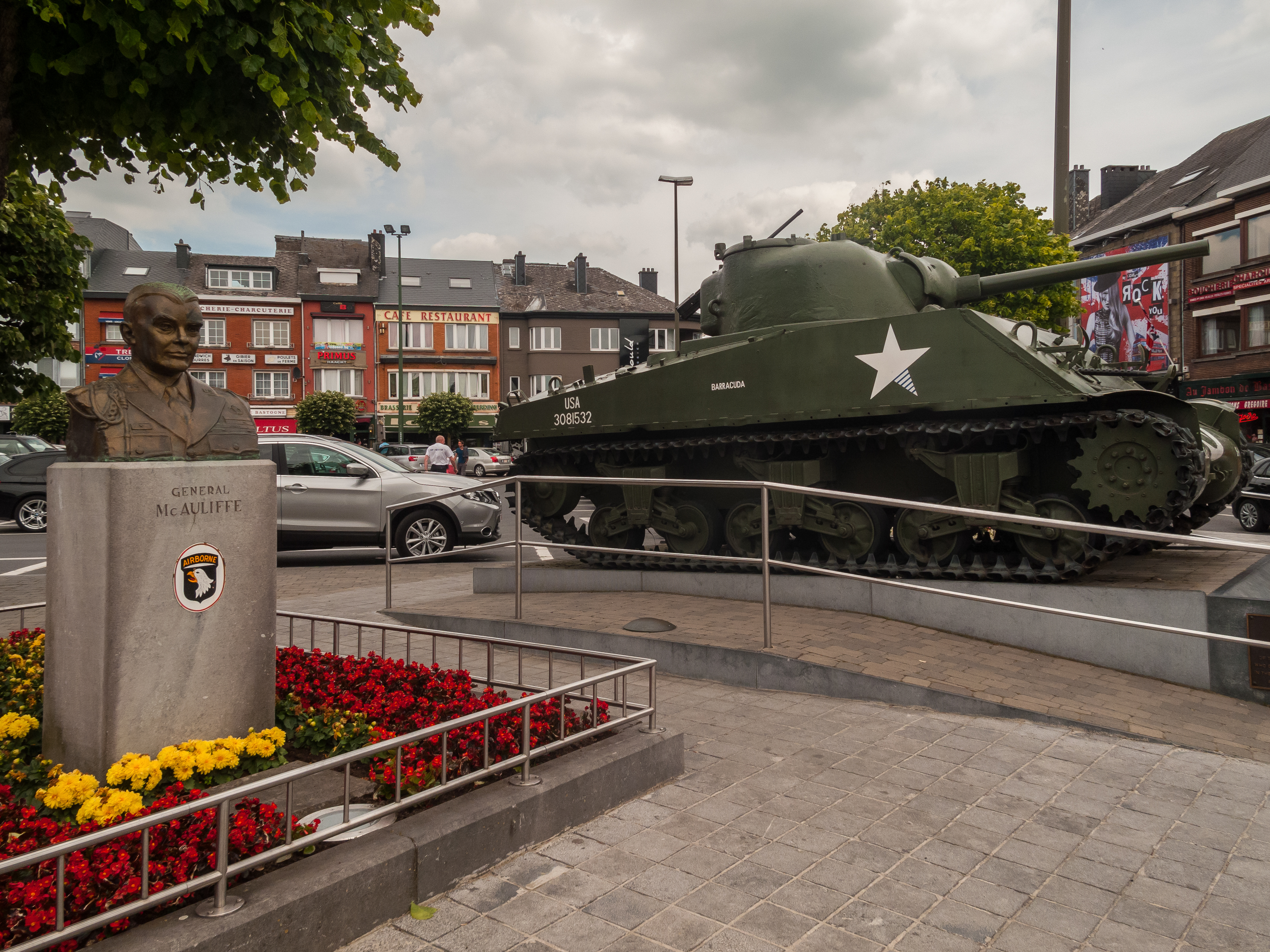
麦考利夫胸像和M4谢尔曼坦克。比利時巴斯托涅，中心广场

- 为感谢麦考利夫保卫巴斯托涅的壮举，该镇授予他荣誉市民称号，并将镇中心广场命名为“麦考利夫将军广场”（法語：Place Général McAuliffe），不过更多人习惯称其为“Nuts广场”。广场的一角竖立着麦考利夫的胸像和一辆M4谢尔曼坦克，车身上被德军88毫米炮击穿的弹孔清晰可见[23]。此外，镇内商店还出售各种带有“Nuts”字样的纪念品。
- 第101空降师于2009年在坎贝尔堡新建的总部大楼被命名为“麦考利夫大堂”。
- 美国宾夕法尼亚州33号州际公路（英语：Pennsylvania Route 33）的南延伸段被称为“安东尼·克莱门特·麦考利夫将军第101空降师纪念公路”。

### 引用
1. 1 2 3 4 5 6  Fredriksen 1999，第488頁.
2. 1 2  Sweeney & Byrne 2006，第220頁.
3. ↑  Bergstrom 2014，第146頁.
4. ↑  Marshall 1979，第9頁.
5. ↑  Bergstrom 2014，第119頁.
6. ↑  Caddick-Adams 2015，第460頁.
7. ↑  二战风云录 2010，第120頁.
8. 1 2  Zabecki 2015，第1383-1384頁.
9. ↑  O'Reilly & Dugard 2014，第119頁.
10. 1 2  O'Reilly & Dugard 2014，第123-125頁.
11. 1 2 3 4 5  McAuliffe, Jr. 2012.
12. ↑  Bando 2003，第234頁.
13. ↑  Caddick-Adams 2015，第491頁.
14. ↑  Bergstrom 2014，第253頁.
15. ↑  Bergstrom 2014，第299頁.
16. ↑  Bando 2011，第190頁.
17. ↑  Bando 2011，第209頁.
18. ↑  Fifth Army History，第129-138頁.
19. ↑  Williams 1993，第94頁.
20. ↑  Thomson & Pepe 2007，第114頁.
21. ↑  Antal & Koskimaki 2008，第108頁.
22. ↑  Chicago Tribune 1975.
23. ↑  Caddick-Adams 2015，第458頁.

### 文献
- Antal, John; Koskimaki, George E. . Zenith Imprint. 2008: 159. ISBN 9781616732677.
- Bando, Mark. . Aberjona Press. 2003: 310. ISBN 9780971765009.
- Bando, Mark. . Voyageur Press. 2011: 156. ISBN 9780760339800.
- Bergstrom, Christer. . Casemate/Vaktel Forlag. 2014: 508. ISBN 9781612002774.
- Caddick-Adams, Peter. . Oxford University Press. 2015: 872. ISBN 9780199335145.
- Cassill, R. V. . Birk & co. 1955. ASIN B0007EQU3K.
- . . Volume 9: Race to the Alps. 2011: 300.
- Koskimaki, George. . Open Road Media. 2013: 528. ISBN 9781480406650.
- Fredriksen, John C. . ABC-CLIO. 1999: 926  [2017-07-23]. ISBN 9781576070017. （原始内容存档于2020-12-19）.
- Marshall, Samuel Lyman Atwood. . Government Printing Office. 1979: 215.
- McAuliffe, Jr., Kenneth J. . United States Army. 2012. （原始内容存档于2019-08-25）.
- O'Reilly, Billy; Dugard, Martin. . Henry Holt and Company. 2014: 304. ISBN 9780805096682.
- Sweeney, Jerry K.; Byrne, Kevin B. . University of Nebraska Press. 2006: 383. ISBN 9780803293373.
- Thomson, Bobby; Pepe, Phil. . Triumph Books. 2007: 256. ISBN 9781617490538.
- Tribune Wire Services. . Chicago Tribune. 1975.
- Williams, William J. . Imprint Publications, Incorporated. 1993: 265. ISBN 9781879176164.
- Zabecki, David T. . Routledge. 2015: 1550. ISBN 9781135812423.
- 《学生探索者》编委会. . 北京: 新学堂. 2010: 114. ISBN 9787546332314.